# Euxoa tibetana
Euxoa tibetana är en fjärilsart som beskrevs av Moore 1878. Euxoa tibetana ingår i släktet Euxoa och familjen nattflyn. Inga underarter finns listade i Catalogue of Life.